# Croix-Chapeau
Croix-Chapeau település Franciaországban, Charente-Maritime megyében. Lakosainak száma 1377 fő (2022. január 1.). Croix-Chapeau Aigrefeuille-d’Aunis, La Jarrie, Salles-sur-Mer, Thairé és Le Thou községekkel határos.

## Népesség
A település népességének változása:
| Lakosok száma | 562  | 683  | 863  | 1063 | 1228 | 1234 | 1245 | 1284 | 1298 | 1377 |
|               | 1968 | 1982 | 1990 | 2006 | 2013 | 2015 | 2017 | 2019 | 2020 | 2022 |